# 2024 en sport

## Principaux événements sportifs de l'année 2024

### Par dates(date de début)
- x

#### Janvier
- 7 janvier : départ de l'Arkéa Ultim Challenge 2024 (tour du monde en solitaire).
- Du 12 janvier au 10 février : 18e édition de la Coupe d'Asie des nations de football.
- Du 13 janvier au 11 février : 34e édition de la Coupe d'Afrique des nations de football.
- Du 14 au 28 janvier : 112e édition du tournoi de tennis de l'Open d'Australie, première levée de la tournée du Grand Chelem.
- Du 19 janvier au 2 février : 4e édition des Jeux olympiques d'hiver de la jeunesse qui se déroulent à Gangwon en Corée du Sud.
- Du 17 au 27 janvier : 26e édition du Championnat d'Afrique des nations masculin de handball.

#### Février
- Du 12 janvier au 10 février : 18e édition de la Coupe d'Asie des nations de football.
- Du 13 janvier au 11 février : 34e édition de la Coupe d'Afrique des nations de football.

#### Mars
- Du 1er au 3 mars : 19e édition du Championnats du monde d'athlétisme en salle à Glasgow (Royaume Uni).
- Du 2 Février au 16 Mars : Tournoi des Six Nations (rugby).
- À partir du 14 mars : début de la 58e édition du championnat de France des rallyes.
- Du 18 au 24 mars : Championnats du monde de patinage artistique
- Du 23 mars au 27 avril : Tournoi des Six Nations féminin

#### Avril
- Du 4 au 14 avril : 25e édition du championnat du monde féminin de hockey sur glace à  Utica aux États-Unis
- Du 7 au 14 avril : 116e édition du Tournoi de tennis de Monte-Carlo
- Du 8 au 14 avril : 30e édition des championnats d'Europe de badminton à Sarrebruck, en Allemagne
- Du 11 au 21 avril : 7e édition de la Coupe d'Afrique des nations de futsal à Rabat au Maroc.
- Du 15 au 29 avril : 45e édition du championnats d'Europe de boxe amateur
- Du 20 avril 2024 au 6 mai : 97e édition du championnat du monde de snooker

#### Mai
- Du 4 au 26 mai : 107e édition du Tour d'Italie qui s'élancera de Venaria Reale et se terminera à Rome
- Du 26 mai au 9 juin : 123e édition du tournoi de Roland Garros en France.

#### Juin
- Du 7 au 12 juin : 26e édition des championnats d'Europe d'athlétisme à Rome en Italie.
- Du 14 juin au 14 juillet : 17e édition du championnat d'Europe de football en Allemagne.
- Du 29 juin au 21 juillet : La 111e édition du Tour de France qui s'élancera de Florence, en Italie pour rallier Nice, rompant l'arrivée traditionnel sur les Champs-Élysées en raison de la tenue des Jeux olympiques de Paris, du 26 juillet au 11 août 2024.).

#### Juillet
- Du 26 juillet au 11 août : Jeux de la XXXIIIe olympiade de l'ère moderne à Paris en France.

#### Août
- Du 12 au 18 août : 3e édition du Tour de France Femmes.
- Du 18 au 25 août : 52e édition des championnats du monde d'aviron ou seules les courses non-olympiques séniors figurent à ces Mondiaux en raison des Jeux olympiques d'été de 2024.
- Du 28 août au 8 septembre : XVIIes Jeux paralympiques d'été à Paris en France.

#### Septembre
- 21 au 29 septembre : championnats du monde de cyclisme sur route 2024 en Suisse.

#### Octobre
- 9 octobre : en atteignant la cime du Shishapangma, le Sherpa népalais Nima Rinji Sherpa devient la plus jeune personne à avoir gravi les 14 sommets de plus de 8 000 mètres d'altitude, à 18 ans[1].

#### Novembre
- 10 novembre : départ du 10e Vendée Globe.

#### Décembre
- du 4 au 14 décembre : Championnats du monde d'haltérophilie à Manama à Bahreïn.
- du 28 décembre au 12 janvier : 16e édition de l'Africa Eco Race disputée au Maroc, en Mauritanie et au Sénégal.

### Par sport

#### Surf
- Surf aux Jeux olympiques d'été de 2024
- Jeux mondiaux de surf 2024

#### Voile
- Première course autour du monde Arkéa Ultim Challenge.
- 10e Vendée Globe.

## Principaux décès
- 1er décembre : Jacques Panciatici, pilote de rallye français.
- 1er décembre : Terry Griffiths, joueur de snooker gallois.
- 1er décembre : Crescenzo D'Amore, coureur cycliste italien.
- 1er décembre : Ilke Wyludda, lanceuse de disque.
- 1er décembre : Raj Manchanda, joueur de squash indien.
- 2 décembre : Helmuth Duckadam, footballeur international roumain.
- 2 décembre : Lucjan Brychczy, footballeur international polonais devenu entraîneur.
- 2 décembre : Neale Fraser, joueur de tennis australien.
- 3 décembre : Israel Vázquez, boxeur méxicain.
- 3 décembre : Ecaterina Oancia, rameuse roumaine.